# Hartford (Maine)
Hartford és una població dels Estats Units a l'estat de Maine (EUA). Segons el cens del 2000 tenia 963 habitants.

## Demografia
Segons el cens del 2000, Hartford tenia 963 habitants, 364 habitatges, i 270 famílies. La densitat de població era de 8,5 habitants/km².
Dels 364 habitatges en un 37,4% hi vivien nens de menys de 18 anys, en un 64,6% hi vivien parelles casades, en un 6% dones solteres, i en un 25,8% no eren unitats familiars. En el 20,3% dels habitatges hi vivien persones soles el 5,8% de les quals corresponia a persones de 65 anys o més que vivien soles. El nombre mitjà de persones vivint en cada habitatge era de 2,65 i el nombre mitjà de persones que vivien en cada família era de 3,08.
Per edats la població es repartia de la següent manera: un 28,1% tenia menys de 18 anys, un 4,3% entre 18 i 24, un 31,3% entre 25 i 44, un 24% de 45 a 60 i un 12,4% 65 anys o més.
L'edat mediana era de 39 anys. Per cada 100 dones de 18 o més anys hi havia 112,9 homes.
La renda mediana per habitatge era de 36.488 $ i la renda mediana per família de 41.000 $. Els homes tenien una renda mediana de 35.865 $ mentre que les dones 23.750 $. La renda per capita de la població era de 16.326 $. Entorn del 9,1% de les famílies i el 12,7% de la població estaven per davall del llindar de pobresa.